# Kortikosteroidy

kortikosteron

Kortikosteroidy (kortikosteroidní nebo kortikoidní hormony) jsou steroidní hormony syntetizované z cholesterolu vznikající v buňkách kůry nadledvin. Užívají se při léčbě různých poruch imunity, především pro své protizánětlivé účinky.
Kortikosteroidy bývají někdy (nepříliš správně) nazývány i kortikoidy, což jsou syntetické analogy těchto hormonů.

## Druhy kortikosteroidů a jejich funkce
Dělí se na dvě skupiny:

Schéma produkce kortikosteroidů

- glukokortikoidy (např. kortizol), které regulují metabolismus cukrů a bílkovin
- mineralokortikoidy (např. aldosteron), které řídí v těle hospodaření s minerály a vodou.

Sekrece kortikosteroidů je řízena adrenokortikotropním hormonem (ACTH) produkovaným adenohypofýzou.
V lidském organismu vzniká především kortizol (hydrokortizon). Tento hormon je řazen do skupiny steroidů s výrazným protizánětlivým, antialergickým a imunitu ovlivňujícím účinkem. Jeho základní fyziologickou funkcí je regulace látkové výměny cukrů. Nepřímo ovlivňuje i látkovou výměnu tuků a bílkovin.

## Použití
V medicíně jsou již několik desítek let používané syntetické látky s vystupňovaným protizánětlivým účinkem. Kortikosteroidy působí po celkovém podání (např. ústy či formou injekce) nebo po podání lokálním, buď na sliznici nebo kůži (kortikosteroidní dermatologika).
Po aplikaci na sliznici mají výrazný protizánětlivý účinek, snižují překrvení a vedou ke snížení sekrece nosní sliznice. U neinfekčních onemocnění, např. u alergické rýmy, mají účinek nejen léčebný, ale při včasném podání též účinek preventivní.
Vzhledem k jejich účinku na imunitu (mají imunosupresivní účinek, tj. snižují imunitu) jsou nevhodné u akutních i chronických infekcí a jejich lokální nebo celkové podání v takových případech je možné pouze na základě rozhodnutí lékaře. Po jejich aplikaci se mohou vzácně objevit projevy přecitlivělosti na přípravek (pálení v místě aplikace, podráždění nosní sliznice, kýchání, sucho v ústech). Dalšími možnými nežádoucími účinky jsou zarudnutí tváří, kožní vyrážka, vzácně pak může dojít ke zhoršení nitroočního tlaku (u pacientů se zeleným zákalem), výjimečně může dojít (po dlouhodobé aplikaci) k proděravění nosní přepážky.

## Nežádoucí účinky
Mezi nežádoucí účinky patří euforie, bůvolí hrb (buffalo hump), měsíčkovitý tvar obličeje, červené tváře, hypertenze, břišní tuk, ztenčení kůže, tenké ruce a nohy, špatné hojení ran, lehčí pohmožděniny.
K dalším příznakům se řadí řídnutí kostí, hyperglykémie, negativní dusíková bilance, infekce, zvýšená chuť k jídlu a s tím spojený přírůstek na váze.